# إليسا غابرييلي
إليسا غابرييلي (بالإنجليزية: Elisa Gabrielli)‏ هي ممثلة أمريكية، ولدت في القرن العشرين.

## أعمال

### أفلام
- (1998) مولان[4][5][6][7]
- (2003) لغز المرأة الوطواط
- (2005) بطاريق مدغشقر في شجرة عيد الميلاد
- (2008)  الهروب إلى أفريقيا[8][9][10]
- (2014) عندما كانت مارني هناك[11]

## وصلات خارجية
- الموقع الرسمي
- إليسا غابرييلي على موقع IMDb (الإنجليزية)
- إليسا غابرييلي على موقع قاعدة بيانات الفيلم (الإنجليزية)